# Salvelinus neiva
Salvelinus neiva es una especie de pez de la familia Salmonidae en el orden de los Salmoniformes.

## Morfología
• Los machos pueden llegar alcanzar los 55 cm de longitud total.
- Número de  vértebras: 64-66.[2]

## Hábitat
Vive en zonas de  aguas dulces.

## Distribución geográfica
Se encuentra en Eurasia: lagos de montaña de la cuenca del río Okhota.